# Dreschen (Neudrossenfeld)
Dreschen (oberfränkisch: Drieschn) ist ein Gemeindeteil der Gemeinde Neudrossenfeld im Landkreis Kulmbach (Oberfranken, Bayern). Dreschen liegt in der Gemarkung Leuchau.

## Geographie
Der Weiler liegt am rechten Ufer des Roten Mains und ist von Acker- und Grünland umgeben. Die Kreisstraße KU 16 führt nach Gößmannsreuth (0,8 km nördlich) bzw. an Unterlettenrangen vorbei nach Langenstadt (2,3 km südlich). Ein Wirtschaftsweg führt nach Wehelitz (1,4 km östlich).

## Geschichte
Der Ort wurde 1398 als „Dreschen“ erstmals urkundlich erwähnt. Die ursprüngliche Form lautete „Zu der Eschen“.
Gegen Ende des 18. Jahrhunderts bestand Dreschen aus 5 Anwesen (1 Mahlmühle, 4 Halbhöfe). Das Hochgericht übte das bayreuthische Stadtvogteiamt Kulmbach aus. Dieses hatte zugleich die Dorf- und Gemeindeherrschaft. Das Stiftskastenamt Himmelkron war Grundherr sämtlicher Anwesen.
Von 1797 bis 1810 unterstand der Ort dem Justiz- und Kammeramt Kulmbach. Mit dem Gemeindeedikt wurde Dreschen dem 1811 gebildeten Steuerdistrikt Gößmannsreuth und der 1812 gebildeten gleichnamigen Ruralgemeinde zugewiesen. Mit dem Zweiten Gemeindeedikt (1818) wurde die Gemeinde in Leuchau umbenannt. Am 1. Juli 1976 wurde Dreschen im Zuge der Gebietsreform in Bayern nach Neudrossenfeld eingegliedert.

### Baudenkmäler
Haus Nr. 2: Türrahmung

### Einwohnerentwicklung
| Jahr      | 001809 | 001818 | 001861 | 001871 | 001885 | 001900 | 001925 | 001950 | 001961 | 001970 | 001987 |
| Einwohner | 29     | 38     | 44     | 41     | 42     | 55     | 42     | 62     | 47     | 38     | 31     |
| Häuser    |        | 4      |        |        | 7      | 7      | 7      | 7      | 9      |        | 9      |
| Quelle    | [ 11 ] | [ 8 ]  | [ 12 ] | [ 13 ] | [ 14 ] | [ 15 ] | [ 16 ] | [ 17 ] | [ 18 ] | [ 19 ] | [ 1 ]  |

## Religion
Dreschen ist seit der Reformation evangelisch-lutherisch geprägt und nach St. Johannes der Täufer (Hutschdorf) gepfarrt.